# Famille Machet de La Martinière
La famille Machet de La Martinière olim famille de La Martinière est une famille française, originaire de Charroux dans le Poitou.

## Origine
La famille Machet de La Martinière est originaire de Charroux dans le Poitou. C'est une famille d'ancienne bourgeoisie descendant de Gabriel Machet, sieur de La Martinière, procureur fiscal, puis son fils Louis Machet (1710-1762), notaire, et Charles-Gabriel
(1753-1823), gendarme de la garde du roi.

## Liens de filiation entre les personnalités
La lecture des registres de l'état civil permet d'établir les liens de filiation suivant entre les personnalités de cette famille :
- Gabriel Machet (1674-1742), sieur de la Martinière, notaire, procureur et receveur fiscal de la Baronnie de Charroux. Il épouse Marie Gorry.
  - Louis Machet de La Martinière (1710-1762), sieur de la Martinière, notaire, procureur fiscal de la baronnie de Charroux, conseiller du Roi en l'élection de Poitiers par provisions du 13 mars 1759. Il épouse Marie Anne Couillebault.
    - Charles Gabriel Machet de La Martinière (1753-1823), gendarme de la garde du roi, lieutenant-colonel de la Garde nationale à Charroux, conseiller municipal de Charroux par arrêté du 20 novembre 1815. Il épouse Marie Anne Thérèse Petit de La Bouganière.
      - Pierre-Toussaint Machet de La Martinière (1783-1837). Il épouse Julie Henriette Guillemot.
        - Jean-Baptiste Adolphe Machet de La Martinière (1813-1893), avocat inscrit au barreau de Poitiers. Il épouse Azéma Nicolas de Sigon.
          - Henry Machet de La Martinière, maire de Gizay (1840-1912). Il épouse Élisabeth de Liniers.
            - Jules Machet de La Martinière (1875-1942), archiviste-paléographe de la Charente puis du Morbihan. Il épouse Elisabeth de Beaucorps.
              - Marguerite Marie Suzanne Machet de La Martinière (1902-1922), morte de la grippe espagnole.
              - Joseph de La Martinière (1908-2003), prêtre-résistant, déporté, historien de la déportation.
              - Anne Marie Machet de La Martinière (1910-2002), mariée, descendance.
              - Marie Henry Bernard Machet de La Martinière (1911-1918), mort de la grippe espagnole.
              - Geoffroy Marie Vincent Henri Machet de La Martinière (1915-1972), chef d'entreprise. Il épouse Marie-Louise Jacqueline Camille Victoire, dite Marlise Thorel.
                - Hervé de La Martinière (1947-2025), éditeur français, fondateur des éditions de La Martinière.

            - Henry Machet de La Martinière (1877-1965), inspecteur général des Haras nationaux. Il épouse Marie de Lanète David de Floris.
              - Pierre Machet de La Matinière (1918-2020). Il épouse Henriette Charlery de La Masselière.
                - Gérard de La Martinière (1943-2023), personnalité française du monde des affaires.

              - Dominique de La Martinière (1927-2002), personnalité française du monde des affaires et de la politique.

## Pour approfondir